# Kabinet-Brandt II
Het kabinet–Brandt II was de uitvoerende macht van de Bondsrepubliek Duitsland (West-Duitsland) van 15 december 1972 tot 16 mei 1974. Bondskanselier Willy Brandt (SPD) stond aan het hoofd van een coalitie van SPD en FDP. 
Op 7 mei 1974 nam Brandt onverwacht ontslag omdat zijn persoonlijke medewerker Günter Guillaume ontmaskerd werd als DDR-spion. Een van de redenen was dat Brandt werd meegedeeld dat de DDR over kwetsende informatie over zijn privéleven beschikte. Vicekanselier Walter Scheel diende als waarnemend Bondskanselier tot hij werd opgevolgd door minister van Financiën Helmut Schmidt.

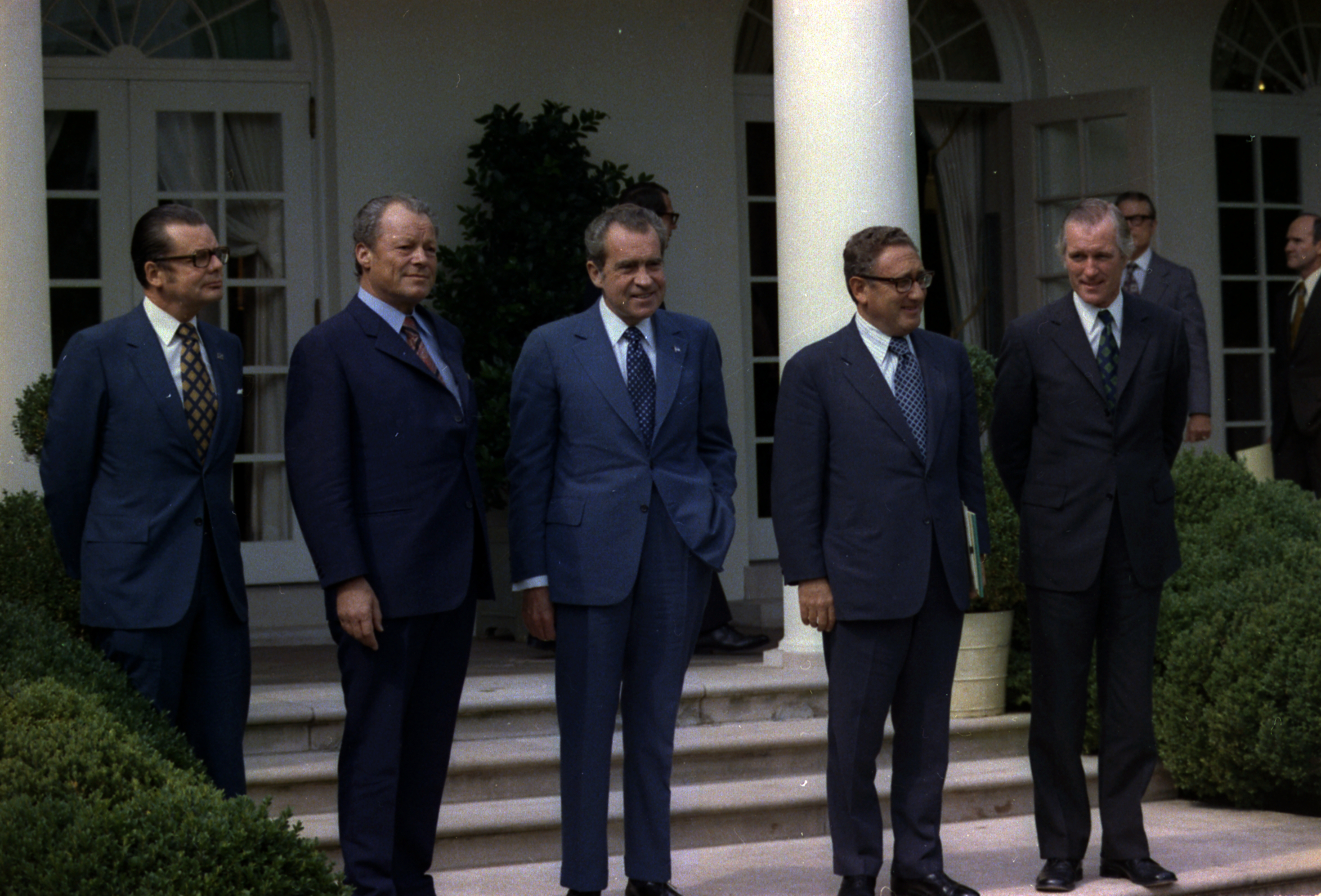
Ambassadeur naar de Verenigde Staten Berndt von Staden, bondskanselier Willy Brandt, president van de Verenigde Staten Richard Nixon, Nationaal Veiligheidsadviseur Henry Kissinger en onderstaatssecretaris voor Buitenlandse Zaken Günther van Well tijdens een bezoek aan het Witte Huis op 29 september 1973.

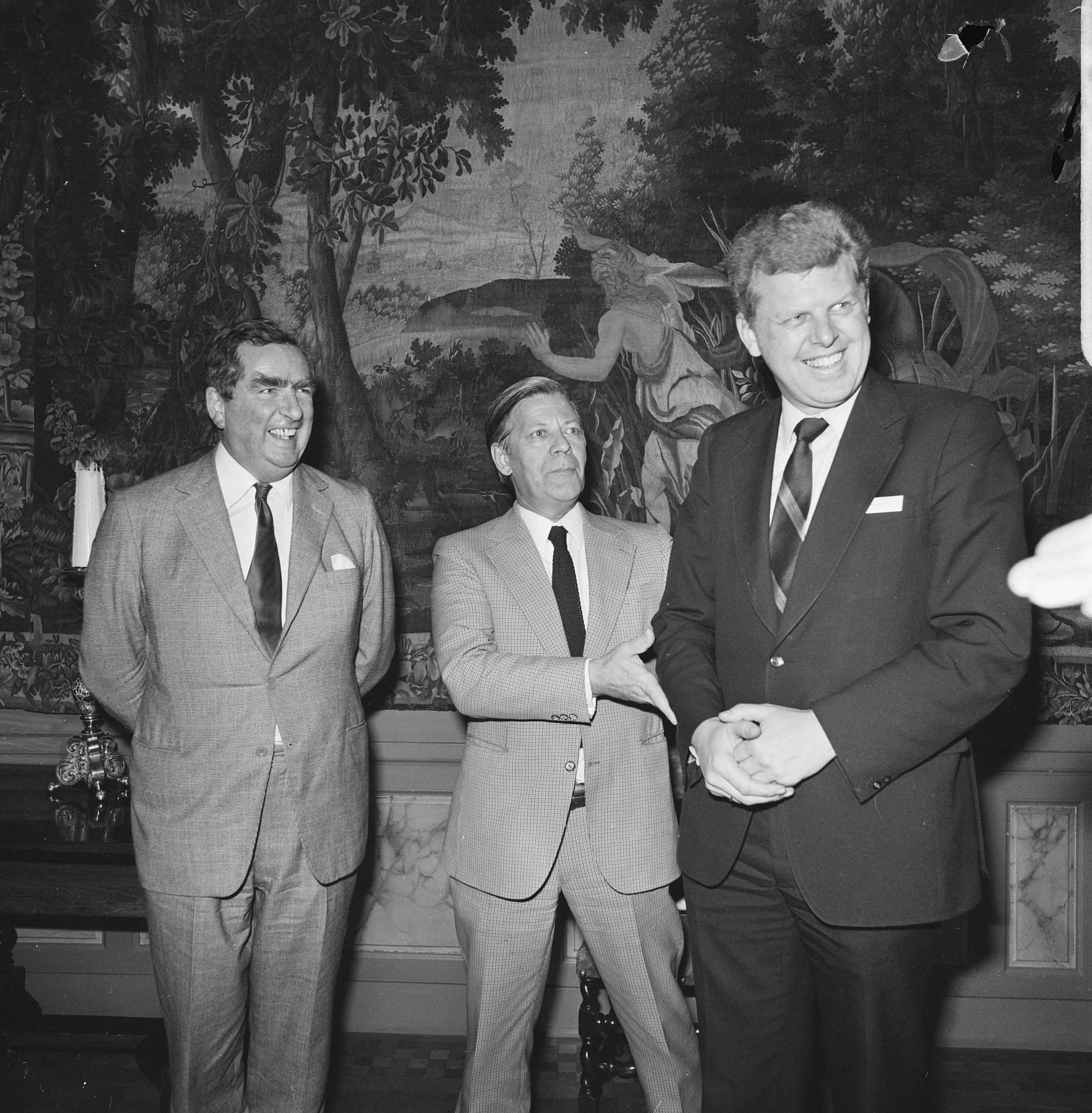
Britse minister van Financiën Denis Healey, bondsminister van Financiën Helmut Schmidt en de Nederlandse minister van Financiën Wim Duisenberg tijdens een EEG bijeenkomst op het Catshuis op 24 april 1974.

| Ambtsbekleder                              | Ambtsbekleder          | Ambtsbekleder                      | Functie(s)                                                                | Ambtstermijn     | Ambtstermijn      | Partij(en) |
| ------------------------------------------ | ---------------------- | ---------------------------------- | ------------------------------------------------------------------------- | ---------------- | ----------------- | ---------- |
|                                            | Willy Brandt           | Willy Brandt (1913–1992)           | Bondskanselier                                                            | 22 oktober 1969  | 7 mei 1974        | SPD        |
|                                            | Walter Scheel          | Walter Scheel (1919–2016)          | Bondskanselier                                                            | 7 mei 1974       | 16 mei 1974       | FDP        |
| Vicekanselier                              | Walter Scheel          | Walter Scheel (1919–2016)          | 22 oktober 1969                                                           |                  | 16 mei 1974       | FDP        |
| Bondsminister van Buitenlandse Zaken       | Walter Scheel          | Walter Scheel (1919–2016)          | 22 oktober 1969                                                           |                  | 16 mei 1974       | FDP        |
|                                            | Hans-Dietrich Genscher | Hans-Dietrich Genscher (1927–2016) | Bondsminister van Binnenlandse Zaken                                      | 22 oktober 1969  | 16 mei 1974       | FDP        |
|                                            | Helmut Schmidt         | Helmut Schmidt (1918–2015)         | Bondsminister van Financiën                                               | 7 juli 1972      | 16 mei 1974       | SPD        |
|                                            | Gerhard Jahn           | Gerhard Jahn (1927–1998)           | Bondsminister van Justitie                                                | 22 oktober 1969  | 16 mei 1974       | SPD        |
|                                            | Hans Friderichs        | Hans Friderichs (1931)             | Bondsminister van Economische Zaken                                       | 15 december 1972 | 7 oktober 1977    | FDP        |
|                                            | Georg Leber            | Georg Leber (1920–2012)            | Bondsminister van Defensie                                                | 7 juli 1972      | 16 februari 1978  | SPD        |
|                                            | Katharina Focke        | Katharina Focke (1922–2016)        | Bondsminister van Volksgezondheid, Jeugd en Familie Zaken                 | 15 december 1972 | 14 december 1976  | SPD        |
|                                            | Walter Arendt          | Walter Arendt (1925–2005)          | Bondsminister van Arbeid en Sociale Zaken                                 | 22 oktober 1969  | 14 december 1976  | SPD        |
|                                            | Klaus von Dohnanyi     | Klaus von Dohnanyi (1928)          | Bondsminister van Onderwijs en Wetenschap                                 | 15 maart 1972    | 16 mei 1974       | SPD        |
|                                            | Lauritz Lauritzen      | Lauritz Lauritzen (1910–1980)      | Bondsminister van Verkeer                                                 | 7 juli 1972      | 16 mei 1974       | SPD        |
|                                            | Hans-Jochen Vogel      | Hans-Jochen Vogel (1926–2020)      | Bondsminister van Volkshuisvesting, Stedelijke Ontwikkeling en Woningbouw | 15 december 1972 | 16 mei 1974       | SPD        |
|                                            | Josef Ertl             | Josef Ertl (1925–2000)             | Bondsminister van Landbouw, Voedsel en Bosbeheer                          | 22 oktober 1969  | 17 september 1982 | FDP        |
|                                            | Erhard Eppler          | Erhard Eppler (1926–2019)          | Bondsminister voor Economische Betrekkingen                               | 16 oktober 1968  | 8 juli 1974       | SPD        |
|                                            | Egon Franke            | Egon Franke (1913–1995)            | Bondsminister voor Oost-Duitse Betrekkingen                               | 22 oktober 1969  | 1 oktober 1982    | SPD        |
|                                            | Horst Ehmke            | Horst Ehmke (1927–2017)            | Bondsminister voor Onderzoek, Technologie, Posterijen en Communicatie     | 15 december 1972 | 16 mei 1974       | SPD        |
|                                            | Egon Bahr              | Egon Bahr (1922–2015)              | Bondsminister voor Speciale Zaken voor de Bondskanselier                  | 15 december 1972 | 8 juli 1974       | SPD        |
|                                            | Werner Maihofer        | Werner Maihofer (1918–2009)        | Bondsminister voor Speciale Zaken voor de Vicekanselier                   | 15 december 1972 | 16 mei 1974       | FDP        |
|                                            | Horst Ehmke            | Horst Grabert (1927–2011)          | Chef des Bundeskanzleramts                                                | 15 december 1972 | 16 mei 1974       | SPD        |
| Staatssecretaris voor de Bundeskanzleramts | Horst Ehmke            | Horst Grabert (1927–2011)          |                                                                           | 15 december 1972 | 16 mei 1974       | SPD        |